# Festung Adschlun
Qalaʿat ar-Rabad (arabisch قلعة الربض, DMG Qalʿat ar-Rabaḍ, auch ar-Rabadh), auch bekannt als Festung Adschlun (عجلون ʿAdschlūn, DMG ʿAǧlūn), ist eine unter Sultan Saladin errichtete Burg bei der Ortschaft Adschlun. Sie liegt im heutigen Nord-Jordanien in der Nähe von Irbid, der zweitgrößten Stadt Jordaniens.
Die in den Jahren 1184 und 1185 von General Izz ad-Din Usama, einem Neffen Saladins, erbaute Festung diente der Verteidigung gegen das Kreuzfahrer-Königreich Jerusalem und sollte vor allem die Übertragung von Nachrichten erleichtern. Dazu ließ Saladin eine Kette von Festungen bauen, die Nachrichten mittels Feuer und Taubenpost weiterleiteten. Izz ad-Din Aibak baute die Burg von 1214 bis 1215 aus. Im Jahre 1260 eroberten die Mongolen kurzzeitig die Burg. Durch ein Erdbeben wurde sie 1837 schwer beschädigt. In den Jahren 1927 bis 1929 fanden größere Restaurierungsarbeiten an der Burg statt. 

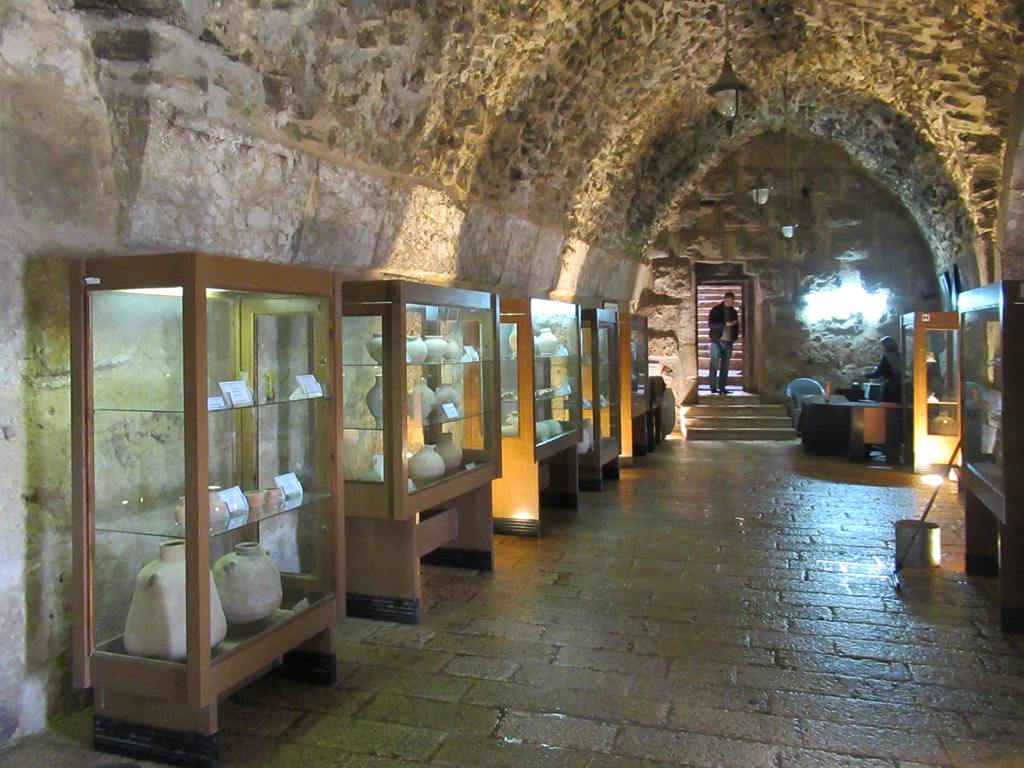
Museum in der Burg

Durch ihre Lage in der waldreichen Region wurde sie für Jordanier zu einem beliebten Ausflugsziel. Auch die meisten Touristen machen bei der Burg Station. In einem Saal beherbergt sie ein kleines Museum mit Fundstücken aus der Region. Der Aussichtsplatz auf der höchsten Etage ermöglicht einen weiten Rundblick – im Westen bis nach Israel.